# Tuulikki Jahre
Melita Tuulikki Jahre (* 11. August 1951 in Pielisjärvi, Finnland) ist eine ehemalige schwedische Radrennfahrerin.
Tuulikki Jahre war eine der erfolgreichsten schwedischen Radrennfahrerinnen der 1970er und 1980er Jahre. Sie wurde allein achtmal schwedische Meisterin im Einzelzeitfahren und dreimal im Straßenrennen. Fünfmal wurde sie nationale Meisterin im Mannschaftszeitfahren, ebenfalls fünfmal holte sie Titel bei Nordischen Meisterschaften. Ihr größter internationaler Erfolg war der Titel einer Vize-Weltmeisterin im Straßenrennen bei den UCI-Bahn-Weltmeisterschaften 1980 in Sallanches. 1984 startete sie bei den Olympischen Spielen in Los Angeles und belegte im Straßenrennen den 16. Platz. 1988 beendete sie ihre Radsport-Karriere.